# Гутнер, Лилия Соломоновна
Ли́лия Соломо́новна Гу́тнер (30 мая [13 июня] 1903 — 4 февраля 1942) — советский миколог и фитопатолог, кандидат биологических наук (1936).

## Биография
Родилась 30 мая (13 июня) 1903 в Могилёвской губернии. Училась в Ленинградском государственном университете, окончила его в 1925 году. Затем, до 1930 года — в Ленинградском сельскохозяйственном институте в должности лаборанта.
В 1930—1932 годах Л. С. Гутнер — младший научный сотрудник лаборатории систематики Всесоюзного института защиты растений. В 1933—1934 годах — со Всесоюзным объединением по борьбе с вредителями и болезнями сельского хозяйства. С 1935 года — старший научный сотрудник ВИЗРа, впоследствии — заместитель заведующего лабораторией систематики.
В 1936 году защитила диссертацию кандидата наук.
Подготовила монографию рода Cytospora, активно занималась изучением грибов, паразитирующих на растениях в оранжереях в Ленинграде. В 1944 году была опубликована монография Л. С. Гутнер по головнёвым грибам.
20 января 1942 года эвакуирована из Ленинграда в Котлас. 4 февраля 1942 года скончалась.

## Некоторые научные работы
- Доброзракова Т. Л. и др. Определитель болезней растений по внешним признакам. — М.—Л., 1937. — С. 243—247. — 348 с.
- Гутнер Л. С. Головнёвые грибы. — М.—Л.: Сельхозгиз, 1944. — 383 с.

## Виды грибов, названные именем Л. С. Гутнер
- Cytospora gutnerae Gvrit., 1973
- Phoma gutnerae N.Pons, 1990, nom. nov.